# 山東政法学院
山東政法学院は中華人民共和国山東省済南市にある公立法科大学、1955年に創立。中国の法科大学連盟こと立格連盟のメンバー校である。法学、警官学を中心に専攻を設置し、法科大学院を持つ。